# John Hunter (aviron)
John Hunter, né le 8 novembre 1943 à Christchurch, est un rameur d'aviron néo-zélandais.

## Carrière
John Hunter participe aux Jeux olympiques de 1972 à Munich et devient champion olympique dans l'épreuve du huit avec ses partenaires Wybo Veldman, Dick Joyce, Lindsay Wilson, Trevor Coker, Athol Earl, Gary Robertson (en), Tony Hurt et Simon Dickie. Lors des Jeux olympiques de 1976 à Montréal, il est médaillé de bronze dans l'épreuve du huit avec ses partenaires Ivan Sutherland, Peter Dignan, Lindsay Wilson, Trevor Coker, Dave Rodger, Alex McLean, Tony Hurt et Simon Dickie.